# Camponotus puberulus
Camponotus puberulus är en myrart som beskrevs av Carlo Emery 1920. Camponotus puberulus ingår i släktet hästmyror, och familjen myror. Inga underarter finns listade.